# Studio 3
Студия 3 (англ. Studio 3) — австралийская телепередача, которая была запущена с приходом нового австралийского детского канала ABC3 в 2009 году.
Шоу было организованно Кейном Тремлисом, Эмберли Лобо и Джеймсом Элмером (Присоединился к актёрскому составу в апреле 2011 года). Отсюда и название Студия 3. Оливия «Лив» Файленд и Алфи Гледхилл, также присоединилась в декабре 2011 года. Алфи ушёл из шоу в сентябре 2012 года. Поэтому его стал заменять египетский комик Халед К, но в марте 2013 года он покинул шоу. В июле 2014 года к шоу присоединились Айви Латимер, Грейс Ко и Тим Мэтьюс. Корреспондентом стал Бен Кроули (также хозяин шоу «Что вы знаете?»). Иногда он делал доклады для серий.

## Производство
Шоу было объявлено для нового детского канала ABC3. Австралийская радиовещательная компания обновила программу для ABC3 в 2011 году. Исполнительный продюсер детского телевидения, Ян Страдлинг, объяснил "Он (Элмер) тот, кто я думаю, будет постоянно удивлять нашу аудиторию, который является огромным преимуществом, для ежедневного шоу". Элмер заявил: «Я заинтересован, чтобы заставить публику смеяться, так что следите за обновлениями, потому что даже я не знаю, что должно произойти дальше." Его первое появление было четвёртого апреля 2011 года.

## Формат
Шоу выходит в эфир семь дней в неделю в 18:30 по будням,а в выходные, моменты, вырезанные из шоу под названием «Studio 3 Gold». Такие как интервью со знаменитостями, музыкальные выступления, пародии. Ежедневно транслируется эпизодический комедийный мини-сериал, частично снятый с помощью веб-камеры, под названием «Цифровой супермаркет», в первой серии которого приняли участие Алфи Гледхилл и Оливия Файленд.

## Каст
● Кейн Тремилс
● Эмберли Лобо
● Бен Кроули
● Ханна Ван
● Митч Томлинсон
● Джеймс Элмер
● Оливия «Лив» Файленд
● Айви Латимер
● Грейс Ко
● Тим Мэтьюс
● Джоэл Филлипс
● Николь Сингх